# Haworthia semiviva
Haworthia semiviva ist eine Pflanzenart der Gattung Haworthia in der Unterfamilie der Affodillgewächse (Asphodeloideae). Das Artepitheton semiviva leitet sich von den lateinischen Worten semi für ‚halb‘ sowie vivus für ‚lebend‘ ab und verweist auf die Blätter, die während der Trockenzeit als halbtot erscheinen.

## Beschreibung
Haworthia semiviva wächst stammlos und nur selten sprossend. Die 30 bis 40 breit eiförmigen, einwärts gebogenen Laubblätter bilden eine Rosette mit einem Durchmesser von 5 bis 6 Zentimetern. Die dünne, bleichgrüne, durchscheinende Blattspreite ist 6 Zentimeter lang und 1,5 Zentimeter breit. Meist trocknet sie von ihrer Spitze zurück.
Der Blütenstand erreicht eine Länge von 20 bis 30 Zentimeter und besteht aus 30 bis 25 Blüten. Die weißen Blüten sind grün geadert.

## Systematik und Verbreitung
Haworthia semiviva ist in den südafrikanischen Provinzen Westkap und Ostkap verbreitet.
Die Erstbeschreibung als Haworthia bolusii var. semiviva durch Karl von Poellnitz wurde 1938 veröffentlicht. Martin Bruce Bayer erhob die Varietät 1976 in den Rang einer Art.
Ein weiteres nomenklatorisches Synonym ist Haworthia arachnoidea var. semiviva (Poelln.) Halda (1997).

## Nachweise